# ملعب تودوروكي لألعاب القوى
ملعب تودوروكي لألعاب القوى (بالإنجليزية: Todoroki Athletics Stadium)‏ هو ملعب كرة قدم متعدد الأغراض يقع في كاناغاوا، اليابان، يتسع لـ 25,000 متفرج.

## التاريخ
افتتح الملعب في 1962. تمت توسعته في 1995.

## وصلة خارجية
- J. League stadium guide (باليابانية)